# National League (Eishockey)
Die National League (NL; früher Nationalliga A, National League A) ist die höchste Eishockey-Liga in der Schweiz. Sie besteht aktuell aus 14 Mannschaften. 
Der Name «National League» wurde in der Saison 2007/08 zusammen mit zusätzlichen Neuerungen eingeführt. Zu den Änderungen gehören unter anderem ein neuer Pokal und ein neuer Spielmodus.

## Geschichte
Die Nationalliga A wurde 1937 als Nachfolger der Nationalen und der Internationalen Meisterschaft der Schweiz gegründet. Seit 1986 werden zum Ende der Saison die Playoffs ausgetragen, bei denen der Meister der Liga bestimmt wird. 2007 wurde die Liga in National League A umbenannt. 2017 folgte die Kürzung in National League.

### TV-Vertrag
2012 wurde ein neuer TV-Vertrag ausgehandelt, der bis zur Saison 2016/17 Gültigkeit hatte. Vor allem die öffentlich-rechtlichen Sender bauten darauf ihr Eishockeyprogramm erheblich aus. Neu können die SRG-Sender die Playoff-Begegnungen der National League A von Beginn weg übertragen. Für die Viertelfinals stehen den SRG-Sendern zwei Partien nach Wahl zur Verfügung, ab den Halbfinals wird auf allen Sendern der Schweizerischen Radio- und Fernsehgesellschaft (SRG) die gleiche Playoff-Partie gesendet.
Alle Spiele werden zudem auf dem Pay-TV-Sender Teleclub live übertragen. Ab der Saison 2017/18 hat sich UPC zusammen mit Suisse Digital die TV-Rechte für fünf Jahre und einer Rekordsumme von jährlich durchschnittlich 35,4 Millionen Schweizer Franken gesichert. Die Spiele sind auf dem neu kreierten Sportsender MySports zu sehen.
Am 1. Juli 2025 teilte die SRG mit, dass sie den bis im Sommer 2027 laufende Produktionsvertrag infolge Sparmassnahmen nicht mehr verlängern wird.

## Modus

### Qualifikation
Die reguläre Saison wird als Rundenturnier, der sogenannten Qualifikation, gespielt. Ab der Saison 2007/08 umfasste diese 50 Runden, wobei jedes Team viermal gegen jedes andere Team spielte (total 44 Spiele) plus zusätzliche sechs Gruppenspiele. Dazu wurden die zwölf Clubs in drei Vierergruppen eingeteilt, deren Zusammensetzung regional erfolgte. Die Gruppen sind wie folgt gebildet: West: Genève-Servette HC, Lausanne HC, Fribourg-Gottéron, EHC Biel. Mitte: SC Bern, SCL Tigers, EV Zug, ZSC Lions. Ost: SC Rapperswil-Jona Lakers, HC Ambrì-Piotta, HC Lugano, HC Davos. In jeder Vierergruppe gab es eine Hin- und eine Rückrunde, wobei diese Ergebnisse in die Gesamtrangliste der Qualifikation übernommen wurden.
Seit 2021 umfasst die reguläre Saison 52 Spiele, davon seit 2022 je 26 Heim- und Auswärtsspiele.
Seit der Saison 2006/07 gibt es in der National League kein Unentschieden mehr. Ist ein Spiel nach 60 Minuten nicht entschieden, so folgt eine fünfminütige Verlängerung mit je drei Feldspielern. Fällt kein Tor, wird der Match im Penaltyschiessen entschieden. Ein Sieg nach 60 Minuten gibt drei Punkte, ein Sieg nach Verlängerung oder Penaltyschiessen zwei Punkte, eine Niederlage nach Verlängerung oder Penaltyschiessen einen Punkt und eine Niederlage nach 60 Minuten keinen Punkt.
Der Meister, der Qualifikationssieger sowie die Mannschaften auf den Plätzen 2 bis 4 der regulären Saison qualifizieren sich für die Champions Hockey League. Sollte der Meister bereits anderweitig qualifiziert sein, so erhält der Fünftplatzierte ebenfalls ein Startrecht.

### Playoffs / Playouts
An die Qualifikation anschliessend ermitteln die besten acht Mannschaften den Schweizer Meister im Playoff-Stil. Die letzten vier Mannschaften ermittelten ab der Saison 2013/14 in der damals eingeführten Platzierungsrunde die letzten zwei Mannschaften, welche dann in den Playouts den Teilnehmer an der Relegation gegen den Meister der Sky Swiss League ermittelten. In allen Runden der Playoffs wie auch bei den Playouts und bei den Relegationsspielen wird der Modus Best-of-Seven angewendet. Seit der Saison 2020/21 ermitteln die Teams auf den Plätzen 7 bis 10 in einer Pre-Playoff-Serie im Best-of-Three-Modus zwei weitere Playoff-Teilnehmer.
Seit der Saison 2017/18 findet in der Overtime der Playoffs ein Sudden Death statt. Das heisst: Eine Verlängerung mit fünf gegen fünf Spieler wird gespielt, und zwar so lange, bis ein Tor fällt. Das Heimrecht wird jeweils abgewechselt. Die jeweils bessere Mannschaft in der Qualifikation erhält das Heimrecht und kann somit das erste Spiel, und allenfalls das siebte und entscheidende, zu Hause bestreiten.

## Teilnehmer
In der Saison 2022/23 sind folgende 14 Mannschaften in der NL vertreten:  
|  | Team                      | Standort        | Eishalle                      | Kapazität | Zuschauerschnitt 2022/23 | Auslastung |
|  | ------------------------- | --------------- | ----------------------------- | --------- | ------------------------ | ---------- |
|  | HC Ajoie                  | Porrentruy      | Raiffeisen Arena              | 5'178     | 4222                     | 90 %       |
|  | HC Ambrì-Piotta           | Quinto TI       | Gottardo Arena                | 6'775     | 6480                     | 96 %       |
|  | SC Bern                   | Bern            | PostFinance Arena             | 17'031    | 14750                    | 86 %       |
|  | EHC Biel                  | Biel            | Tissot Arena                  | 6'436     | 5853                     | 90 %       |
|  | HC Davos                  | Davos           | Zondacrypto Arena             | 6'795     | 4978                     | 73 %       |
|  | Fribourg-Gottéron         | Freiburg        | BCF-Arena                     | 9'075     | 8922                     | 98 %       |
|  | Genève-Servette HC        | Genf            | Les Vernets                   | 7'285     | 6265                     | 86 %       |
|  | EHC Kloten                | Kloten          | Stimo Arena                   | 7'624     | 6109                     | 80 %       |
|  | SCL Tigers                | Langnau         | Ilfishalle                    | 6'050     | 4991                     | 82 %       |
|  | Lausanne HC               | Lausanne        | Vaudoise aréna                | 9'600     | 7099                     | 74 %       |
|  | HC Lugano                 | Lugano          | Cornèr Arena                  | 7'200     | 5026                     | 70 %       |
|  | SC Rapperswil-Jona Lakers | Rapperswil-Jona | St. Galler Kantonalbank Arena | 6'100     | 4956                     | 81 %       |
|  | EV Zug                    | Zug             | Bossard Arena                 | 7'700     | 6975                     | 97 %       |
|  | ZSC Lions                 | Zürich          | Swiss Life Arena              | 12'000    | 11459                    | 95 %       |

Der Zuschauerschnitt bezieht sich auf sämtliche Spiele (Qualifikation, Playoffs, Playouts, Liga-Qualifikation).
Seit der Umbenennung in National League A im Jahr 2007 waren zudem folgende Vereine in der Liga vertreten:
- EHC Basel (bis 2008)

### Meistertitel Nationalliga A 1938–2007

#### Vor Einführung der Playoffs
| - 1938: HC Davos - 1939: HC Davos - 1940: keine Meisterschaft - 1941: HC Davos - 1942: HC Davos - 1943: HC Davos - 1944: HC Davos - 1945: HC Davos - 1946: HC Davos - 1947: HC Davos - 1948: HC Davos - 1949: Zürcher SC | - 1950: HC Davos - 1951: EHC Arosa - 1952: EHC Arosa - 1953: EHC Arosa - 1954: EHC Arosa - 1955: EHC Arosa - 1956: EHC Arosa - 1957: EHC Arosa - 1958: HC Davos - 1959: SC Bern - 1960: HC Davos - 1961: Zürcher SC | - 1962: EHC Visp - 1963: HC Villars - 1964: HC Villars - 1965: SC Bern - 1966: Grasshoppers Club Zürich - 1967: EHC Kloten - 1968: HC La Chaux-de-Fonds - 1969: HC La Chaux-de-Fonds - 1970: HC La Chaux-de-Fonds - 1971: HC La Chaux-de-Fonds - 1972: HC La Chaux-de-Fonds - 1973: HC La Chaux-de-Fonds | - 1974: SC Bern - 1975: SC Bern - 1976: SC Langnau - 1977: SC Bern - 1978: EHC Biel - 1979: SC Bern - 1980: EHC Arosa - 1981: EHC Biel - 1982: EHC Arosa - 1983: EHC Biel - 1984: HC Davos - 1985: HC Davos |

#### Nach Einführung der Playoffs
| - 1986: HC Lugano - 1987: HC Lugano - 1988: HC Lugano - 1989: SC Bern - 1990: HC Lugano - 1991: SC Bern | - 1992: SC Bern - 1993: EHC Kloten - 1994: EHC Kloten - 1995: EHC Kloten - 1996: EHC Kloten - 1997: SC Bern | - 1998: EV Zug - 1999: HC Lugano - 2000: ZSC Lions - 2001: ZSC Lions - 2002: HC Davos - 2003: HC Lugano | - 2004: SC Bern - 2005: HC Davos - 2006: HC Lugano - 2007: HC Davos |

### Meistertitel National League A 2008–2017
| - 2008: ZSC Lions - 2009: HC Davos - 2010: SC Bern - 2011: HC Davos - 2012: ZSC Lions | - 2013: SC Bern - 2014: ZSC Lions - 2015: HC Davos - 2016: SC Bern - 2017: SC Bern |

### Meister National League ab 2018
- 2018: ZSC Lions
- 2019: SC Bern
- 2020: keine Titelvergabe (Meisterschaftsabbruch infolge COVID-19-Pandemie)
- 2021: EV Zug
- 2022: EV Zug
- 2023: Genève-Servette HC
- 2024: ZSC Lions
- 2025: ZSC Lions

### Playoff-Finalserien
| Jahr | Meister                                                                                                | Serie                                                                                                  | Verlierer                                                                                              | Spiel 1                                                                                                | Spiel 2                                                                                                | Spiel 3                                                                                                | Spiel 4                                                                                                | Spiel 5                                                                                                | Spiel 6                                                                                                | Spiel 7                                                                                                |
| ---- | --- | --- | --- | --- | --- | --- | --- | --- | --- | --- |
| 1986 | HC Lugano                                                                                              | 2:0 | HC Davos                                                                                               | 5:0 | 7:5 | - | Best-of-3                                                                                              | Best-of-3                                                                                              | Best-of-3                                                                                              | Best-of-3                                                                                              |
| 1987 | HC Lugano                                                                                              | 3:0 | EHC Kloten                                                                                             | 6:2 | 3:1 | 4:0 | - | - | Best-of-5                                                                                              | Best-of-5                                                                                              |
| 1988 | HC Lugano                                                                                              | 3:0 | EHC Kloten                                                                                             | 5:3 | 10:4                                                                                                   | 4:3 | - | - | Best-of-5                                                                                              | Best-of-5                                                                                              |
| 1989 | SC Bern                                                                                                | 3:2 | HC Lugano                                                                                              | 2:6 | 5:1 | 4:3 | 1:5 | 4:2 | Best-of-5                                                                                              | Best-of-5                                                                                              |
| 1990 | HC Lugano                                                                                              | 3:1 | SC Bern                                                                                                | 5:1 | 3:5 | 7:1 | 4:2 | - | Best-of-5                                                                                              | Best-of-5                                                                                              |
| 1991 | SC Bern                                                                                                | 3:1 | HC Lugano                                                                                              | 3:2 | 4:3 | 2:4 | 2:1 n. V.                                                                                              | - | Best-of-5                                                                                              | Best-of-5                                                                                              |
| 1992 | SC Bern                                                                                                | 3:2 | HC Fribourg-Gottéron                                                                                   | 4:3 | 11:2                                                                                                   | 1:5 | 0:3 | 4:1 | Best-of-5                                                                                              | Best-of-5                                                                                              |
| 1993 | EHC Kloten                                                                                             | 3:0 | HC Fribourg-Gottéron                                                                                   | 4:2 | 7:4 | 4:2 | - | - | Best-of-5                                                                                              | Best-of-5                                                                                              |
| 1994 | EHC Kloten                                                                                             | 3:1 | HC Fribourg-Gottéron                                                                                   | 5:4 | 1:4 | 4:2 | 6:4 | - | Best-of-5                                                                                              | Best-of-5                                                                                              |
| 1995 | EHC Kloten                                                                                             | 3:1 | EV Zug                                                                                                 | 8:3 | 4:1 | 2:5 | 4:3 | - | Best-of-5                                                                                              | Best-of-5                                                                                              |
| 1996 | EHC Kloten                                                                                             | 3:0 | SC Bern                                                                                                | 2:1 | 6:4 | 5:1 | - | - | Best-of-5                                                                                              | Best-of-5                                                                                              |
| 1997 | SC Bern                                                                                                | 3:1 | EV Zug                                                                                                 | 1:4 | 5:2 | 3:2 n. V.                                                                                              | 4:0 | - | Best-of-5                                                                                              | Best-of-5                                                                                              |
| 1998 | EV Zug                                                                                                 | 4:2 | HC Davos                                                                                               | 4:1 | 2:3 n. V.                                                                                              | 11:4                                                                                                   | 2:4 | 4:3 | 5:2 | - |
| 1999 | HC Lugano                                                                                              | 4:1 | HC Ambri-Piotta                                                                                        | 3:2 n. P.                                                                                              | 3:5 | 3:2 n. V.                                                                                              | 4:0 | 3:1 | | |
| 2000 | ZSC Lions                                                                                              | 4:2 | HC Lugano                                                                                              | 2:5 | 3:2 | 3:2 | 3:1 | 3:4 n. V.                                                                                              | 4:3 | - |
| 2001 | ZSC Lions                                                                                              | 4:3 | HC Lugano                                                                                              | 0:3 | 3:0 | 1:4 | 0:4 | 6:3 | 5:1 | 2:1 n. V.                                                                                              |
| 2002 | HC Davos                                                                                               | 4:0 | ZSC Lions                                                                                              | 3:0 | 6:2 | 3:1 | 4:1 | - | - | - |
| 2003 | HC Lugano                                                                                              | 4:2 | HC Davos                                                                                               | 2:3 | 2:3 | 5:3 | 4:3 | 3:0 | 4:0 | - |
| 2004 | SC Bern                                                                                                | 3:2 | HC Lugano                                                                                              | 3:1 | 2:1 | 1:5 | 3:4 | 4:3 n. V.                                                                                              | Best-of-5                                                                                              | Best-of-5                                                                                              |
| 2005 | HC Davos                                                                                               | 4:1 | ZSC Lions                                                                                              | 4:6 | 6:3 | 3:2 | 4:3 n. V.                                                                                              | 3:2 n. V.                                                                                              | - | - |
| 2006 | HC Lugano                                                                                              | 4:1 | HC Davos                                                                                               | 5:0 | 3:5 | 7:3 | 8:2 | 3:1 | - | - |
| 2007 | HC Davos                                                                                               | 4:3 | SC Bern                                                                                                | 3:2 | 0:4 | 3:1 | 2:3 | 3:1 | 2:3 | 1:0 |
| 2008 | ZSC Lions                                                                                              | 4:2 | Genève-Servette HC                                                                                     | 3:4 n. V.                                                                                              | 2:4 | 3:2 | 3:2 | 3:2 n. P.                                                                                              | 2:1 n. P.                                                                                              | - |
| 2009 | HC Davos                                                                                               | 4:3 | Kloten Flyers                                                                                          | 1:2 n. V.                                                                                              | 6:5 n. V.                                                                                              | 2:1 | 0:4 | 4:2 | 0:1 n. V.                                                                                              | 2:1 |
| 2010 | SC Bern                                                                                                | 4:3 | Genève-Servette HC                                                                                     | 3:2 n. V.                                                                                              | 4:5 | 6:2 | 4:3 n. V.                                                                                              | 2:3 n. V.                                                                                              | 1:2 | 4:1 |
| 2011 | HC Davos                                                                                               | 4:2 | Kloten Flyers                                                                                          | 5:2 | 2:1 | 1:0 n. V.                                                                                              | 0:3 | 3:4 n. V.                                                                                              | 3:2 | - |
| 2012 | ZSC Lions                                                                                              | 4:3 | SC Bern                                                                                                | 2:4 | 2:1 | 0:3 | 0:2 | 2:1 n. V.                                                                                              | 6:3 | 2:1 |
| 2013 | SC Bern                                                                                                | 4:2 | HC Fribourg-Gottéron                                                                                   | 4:1 | 4:3 | 0:1 | 1:3 | 3:2 | 5:1 | - |
| 2014 | ZSC Lions                                                                                              | 4:0 | Kloten Flyers                                                                                          | 1:0 | 2:1 | 5:2 | 2:1 n. P.                                                                                              | - | - | - |
| 2015 | HC Davos                                                                                               | 4:1 | ZSC Lions                                                                                              | 0:3 | 5:2 | 3:2 n. P.                                                                                              | 4:3 n. V.                                                                                              | 3:0 | - | - |
| 2016 | SC Bern                                                                                                | 4:1 | HC Lugano                                                                                              | 4:5 | 1:0 | 3:2 n. V.                                                                                              | 2:1 n. V.                                                                                              | 3:2 | - | - |
| 2017 | SC Bern                                                                                                | 4:2 | EV Zug                                                                                                 | 5:0 | 4:2 | 1:2 n. V.                                                                                              | 2:3 n. V.                                                                                              | 6:1 | 5:1 | - |
| 2018 | ZSC Lions                                                                                              | 4:3 | HC Lugano                                                                                              | 1:0 | 5:4 n. V.                                                                                              | 0:3 | 3:2 n. V.                                                                                              | 0:4 | 2:3 | 2:0 |
| 2019 | SC Bern                                                                                                | 4:1 | EV Zug                                                                                                 | 1:4 | 3:2 n. V.                                                                                              | 4:1 | 3:1 | 2:1 | - | - |
| 2020 | keine Titelvergabe (Meisterschaftsabbruch infolge COVID-19-Pandemie) (Qualifikationssieger: ZSC Lions) | keine Titelvergabe (Meisterschaftsabbruch infolge COVID-19-Pandemie) (Qualifikationssieger: ZSC Lions) | keine Titelvergabe (Meisterschaftsabbruch infolge COVID-19-Pandemie) (Qualifikationssieger: ZSC Lions) | keine Titelvergabe (Meisterschaftsabbruch infolge COVID-19-Pandemie) (Qualifikationssieger: ZSC Lions) | keine Titelvergabe (Meisterschaftsabbruch infolge COVID-19-Pandemie) (Qualifikationssieger: ZSC Lions) | keine Titelvergabe (Meisterschaftsabbruch infolge COVID-19-Pandemie) (Qualifikationssieger: ZSC Lions) | keine Titelvergabe (Meisterschaftsabbruch infolge COVID-19-Pandemie) (Qualifikationssieger: ZSC Lions) | keine Titelvergabe (Meisterschaftsabbruch infolge COVID-19-Pandemie) (Qualifikationssieger: ZSC Lions) | keine Titelvergabe (Meisterschaftsabbruch infolge COVID-19-Pandemie) (Qualifikationssieger: ZSC Lions) | keine Titelvergabe (Meisterschaftsabbruch infolge COVID-19-Pandemie) (Qualifikationssieger: ZSC Lions) |
| 2021 | EV Zug                                                                                                 | 3:0 | Genève-Servette HC                                                                                     | 1:0 | 2:1 | 5:1 | - | - | Best-of-5                                                                                              | Best-of-5                                                                                              |
| 2022 | EV Zug                                                                                                 | 4:3 | ZSC Lions                                                                                              | 2:3 | 1:2 | 1:2 | 4:1 | 4:1 | 2:0 | 3:1 |
| 2023 | Genève-Servette HC                                                                                     | 4:3 | EHC Biel                                                                                               | 2:1 | 2:3 | 1:2 n. V.                                                                                              | 3:2 | 7:1 | 2:4 | 4:1 |
| 2024 | ZSC Lions                                                                                              | 4:3 | Lausanne HC                                                                                            | 2:1 | 2:4 | 4:2 | 2:5 | 3:0 | 3:5 | 2:0 |
| 2025 | ZSC Lions                                                                                              | 4:1 | Lausanne HC                                                                                            | 3:0 | 3:2 n. V.                                                                                              | 2:4 | 3:1 | 3:2 | - | - |

### Clubs nach Meistertitel
| Titel | Titel seit 1986 | Club                                       |
| ----- | --------------- | ------------------------------------------ |
| 31    | 6               | HC Davos                                   |
| 16    | 10              | SC Bern                                    |
| 11    | 8               | ZSC Lions (früher Zürcher SC)              |
| 9     | –               | EHC Arosa                                  |
| 7     | 7               | HC Lugano                                  |
| 6     | –               | HC La Chaux-de-Fonds                       |
| 5     | 4               | EHC Kloten                                 |
| 3     | –               | EHC Biel                                   |
| 3     | 3               | EV Zug                                     |
| 2     | –               | HC Villars                                 |
| 1     | –               | EHC Visp                                   |
| 1     | –               | GCK Lions (früher Grasshopper Club Zürich) |
| 1     | –               | SCL Tigers (früher SC Langnau)             |
| 1     | 1               | Genève-Servette HC                         |

## Zuschauerzahlen
Die Liga generierte nach der Hauptrunde 2018/19 mit 6'949 Zuschauern pro Partie europaweit den höchsten Zuschauerschnitt aller Ligen vor der KHL (6'397) sowie der DEL (6'215). Von der Saison 2001/2002 bis zur Saison 2022/2023 lag der SC Bern 22 Spielzeiten auf Rang eins aller europäischen Clubs und hatte nach der Hauptrunde 2018/19 einen Zuschauerschnitt von 16'290. Mit den ZSC Lions war ein weiterer Club aus dieser Liga in den Top Ten des europäischen Eishockeys vertreten, der Club aus Zürich lag mit 9'694 Zuschauern auf Rang sieben.